# Buddy Holly
Charles Hardin Holley, känd som Buddy Holly, född 7 september 1936 i Lubbock i Texas, död 3 februari 1959 vid Clear Lake i Iowa, var en amerikansk musiker med stor betydelse för utvecklingen av rock'n'roll.

## Uppväxt
Charles Hardin Holley föddes den 7 september 1936 i Lubbock i Texas, som son till Lawrence Odell Holley (1901–1985) och Ella Pauline Drake (1902–1990).
Holly kallades alltid "Buddy" av sin familj. Som den yngste i en skara av tre syskon lärde sig Holly spela ett flertal instrument, bland annat gitarr, fyrsträngad banjo och steel guitar, av sina bröder Larry och Travis (1927–2016). Vid fem års ålder vann han en talangtävling då han sjöng den då mycket populära låten "Did You Ever Go Sailing (Down the River of Memories)." 1949, vid tiden då han fortfarande hade sin ljusa sopran-röst spelade han in en bluesaktig tolkning av Hank Snow's "My Two Timin' Woman" på en trådspelare han lånat av en vän som arbetade i en musikaffär. 
1952 mötte han Bob Montgomery på J. T. Hutchinson Junior High School (numera Hutchinson Middle School), vid vilken Holly studerade mellan 1949 och 1952. Holly och Montgomery delade ett stort musikintresse och bildade en grupp kallad "Buddy and Bob". Då de från början var influerade av bluegrass sjöng de duetter i stämmor på lokala klubbar och talangjakter. Duon spelade på den lokala radiostationen KDAV Sunday broadcast vilket gjorde dem mycket populära i lokala kretsar. Hutchinson Junior High School har nu en väggmålning som en hyllning till Holly.

## Karriär
Efter att ha sett Elvis Presley uppträda i Lubbock 1955 började Holly åta sig ett rockabilly-sound, liknande det som spelades vid Sun Records, som hade en stark prägel av distinkt akustisk rytm-gitarr och slap-bas. I oktober 1955 var Holly, Montgomery och Larry Welborn förband åt Presley i Lubbock, vilket fångade uppmärksamheten av en talangscout från Nashville. Holleys övergång till rock fortsatte när han öppnade för Bill Haley & His Comets på en lokal show arrangerad av Eddie Crandall, managern till Marty Robbins.
Detta uppträdande ledde till ett skivkontrakt vid Decca Records, som då felstavade hans namn "Holly". Han använde sedan den felstavade versionen av namnet under resten av sin professionella karriär. Holly bildade då sitt eget band, som senare blev The Crickets. Bandet bestod då av Holly (lead-gitarr och sång), Niki Sullivan (kompgitarr), Joe B. Mauldin (bas), och Jerry Allison (trummor). Bland de tidiga inspelningarna finns en version av "That'll Be The Day", som fick sin titel efter en replik från John Waynes karaktär Ethan Edwards i filmen The Searchers från 1956. Denna tidiga version av låten spelades långsammare och var ungefär fyra oktaver högre än den senare hit-versionen. Buddy Holly släppte två singlar vid Decca Records; "Blue Days, Black Nights" och "Modern Don Juan", som dock inte gjorde särskilt stort intryck. Den 22 januari 1957 informerade Decca om att Hollys kontrakt inte skulle förnyas, dock insisterade de på att han inte fick spela in samma låtar för någon annan på fem år.

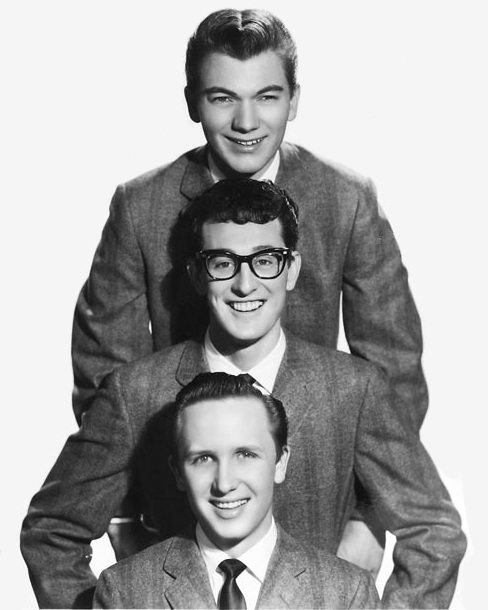
The Crickets cirka 1957–1958.

Holly anställde då Norman Petty som ny manager, och bandet började spela in vid Pettys studior i Clovis, New Mexico. Petty kontaktade musikdistributörer och skivbolag vilket ledde till att Brunswick Records, ett dotterbolag till Decca, gav The Crickets skivkontrakt den 19 mars 1957. Holly fick också kontrakt som soloartist vid Coral Records, ett annat dotterbolag till Decca, vilket satte honom i den ovanliga situationen med kontrakt på två olika skivbolag samtidigt.   
Den 27 maj 1957 släpptes "That'll Be The Day" som singel, låten krediterades till The Crickets för att försöka gå runt Deccas lagliga rättigheter. När låten blev en hit försökte Decca inte hävda att låten var deras. "That'll Be the Day" toppade den amerikanska billboardlistans "Best Sellers in Stores"-listan den 23 september 1957 och låg etta på den brittiska singellistan under tre veckor i november samma år. The Crickets framförde "That'll Be the Day" och "Peggy Sue" på The Ed Sullivan Show i december 1957 (som följdes av "Oh, Boy!" den 26 januari 1958). De spelade också "Peggy Sue" på The Arthur Murray Party i december 1957. Dessa tre program är de enda inspelningarna av deras TV-framträdanden 1957.
Eftersom Holly var kontrakterad både som soloartist och som medlem i The Crickets släpptes två debutalbum: The "Chirping" Crickets den 27 november 1957 och Buddy Holly den 20 februari 1958. Singlarna "Peggy Sue" och "Oh Boy!", med bakgrundssång som senare lades till av The Picks, nådde båda topp tio på USA och Storbritanniens listor. Buddy Holly och The Crickets turnerade i Australien i januari 1958 och i Storbritannien i mars samma år. Deras tredje och sista album, That'll Be the Day, var en sammanställning av tidigare inspelningar och släpptes i april 1958. 15 augusti samma år gifte sig Holly med Maria Elena Santiago från Puerto Rico, men beordrades hålla saken hemlig av managern Petty för att inte minska den kvinnliga publikens intresse, så hon presenterades som Hollys "sekreterare" när hon var med på turnéer. 
I förtexten till Buddy Holly: The Definitive Collection, berättar Billy Altman att "Peggy Sue" från början skrevs som "Cindy Lou" (efter Hollys brorsdotter), men ändrade senare titeln som en tjänst till The Crickets-trummisen Jerry Allisons flickvän, Peggy Sue Gerron. Allison ville att låten skulle döpas efter Gerron för att försöka bli sams efter ett tidigare gräl. Paret gifte sig senare.

## Död

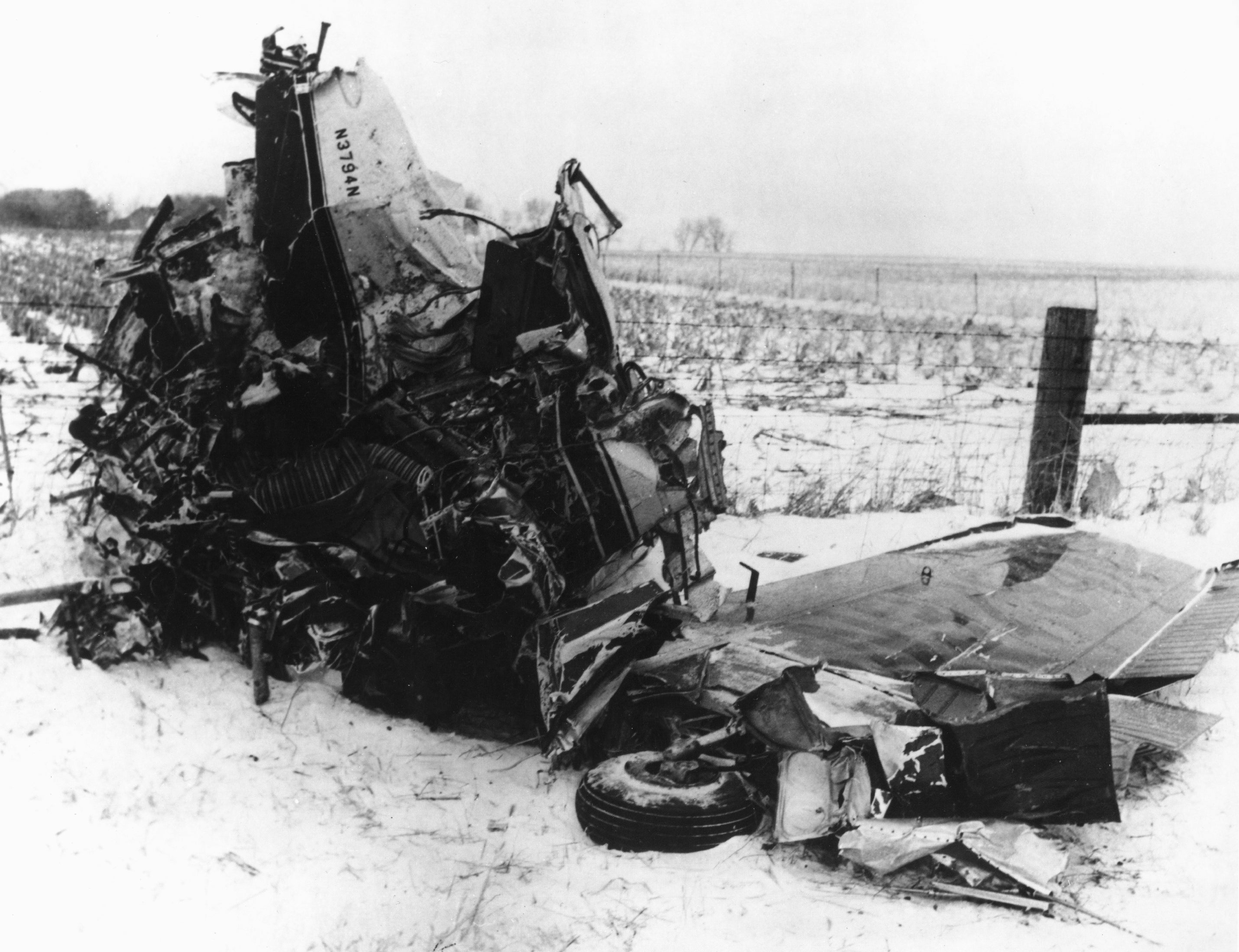
Vraket efter flygkraschen vid Clear Lake, Iowa.

Holly omkom i en flygkrasch 3 februari 1959 tillsammans med artisterna Ritchie Valens och J.P. "The Big Bopper" Richardson. Olyckan har senare omsjungits av bland andra Don McLean som "The Day the Music Died" i dennes låt "American Pie" från 1971. Hollys fru Maria fick missfall kort efter beskedet om olyckan.

## Eftermäle
Buddy Hollys liv har porträtterats i filmen Buddy Holly – en rocklegend från 1978.
Till 75-årsminnet av sin födelsedag 2011 förärades han en stjärna på Hollywood Walk of Fame.
Buddy Holly har, enligt de själva, influerat ett flertal världskända rockmusiker, som Beatles, Bob Dylan, Rolling Stones och Elton John. Encyclopædia Britannica uttrycker att Holly var upphovsman till några av de mest speciella och inflytelserika musikaliska verken inom rockmusiken.
Tidningen Rolling Stone listar Holly som nr 13 av världens 100 största artister.
2010 stiftade änkan María Santiago-Holly en fond, The Buddy Holly Educational Foundation, för att stödja utbildning av unga musiker, oberoende av bakgrund och ekonomiska förutsättningar för att hålla Buddy Hollys musikaliska arv levande i framtiden.

## Diskografi (i urval)
Studioalbum
- 1957 – The "Chirping" Crickets (med The Crickets)
- 1958 – Buddy Holly (som soloartist)
- 1958 – That'll Be the Day (som Buddy Holly and the Three Tunes)

Singlar (topp 20-placering på Billboard Hot 100)
- 1957 - "That'll Be The Day" / "I'm Looking for Someone To Love" (med The Crickets) (#1)
- 1957 - "Peggy Sue" / "Everyday" (som soloartist) (#3)
- 1957 - "Oh, Boy!" / "Not Fade Away" (med The Crickets) (#10)
- 1958 - "Maybe Baby" / "Tell Me How" (med The Crickets) (#17)
- 1959 - "It Doesn't Matter Anymore" / "Raining In My Heart" (som soloartist) (#13)